# Otiocerus signoretii
Otiocerus signoretii är en insektsart som beskrevs av Fitch 1856. Otiocerus signoretii ingår i släktet Otiocerus och familjen Derbidae. Inga underarter finns listade i Catalogue of Life.